# تمارا كيث
تمارا كيث (بالإنجليزية: Tamara Keith)‏ هي صحفية أمريكية، ولدت في 1980.